# پخش زنده (مجموعه تلویزیونی)
پخش زنده (انگلیسی: Live On; کره‌ای: 라이브온) یک مجموعه تلویزیونی محصول کره جنوبی سال ۲۰۲۰ با بازی جونگ دا بین، هوانگ مین هیون، نو جونگ هیون، یانگ هه جی، یون‌وو و چوی بیونگ چان است. این مجموعه به نویسندگی بانگ یو جونگ و به کارگردانی کیم سانگ وو است و داستان یک دختر دبیرستانی که به کلوپ پخش مدرسه می‌پیوندد تا کسی که می‌خواهد راز او را آشکار کند را پیدا کند، روایت می‌کند. پخش زنده از ۱۷ نوامبر ۲۰۲۰ تا ۱۲ ژانویه ۲۰۲۱، سه‌شنبه‌ها ساعت ۲۱:۳۰ (کی‌اس‌تی) از جی‌تی‌بی‌سی برای ۸ قسمت پخش شد.